# San Pedro de los Negros
San Pedro de los Negros är en ort i Mexiko.   Den ligger i kommunen Salvatierra och delstaten Guanajuato, i den centrala delen av landet, 210 km nordväst om huvudstaden Mexico City. San Pedro de los Negros ligger 1 746 meter över havet och antalet invånare är 101.
Terrängen runt San Pedro de los Negros är varierad. Runt San Pedro de los Negros är det ganska tätbefolkat, med 172 invånare per kvadratkilometer. Närmaste större samhälle är Salvatierra, 8,7 km sydost om San Pedro de los Negros. Trakten runt San Pedro de los Negros består till största delen av jordbruksmark.